# Herkulestauwerk
Als Herkulestauwerk (auch Herkules-Tauwerk) wird gedrehtes Komposittauwerk bezeichnet, welches aus Kardeelen mit einem Stahldrahtkern und einer Fasergarnumhüllung besteht. Ursprünglich für die Fischerei entwickelt, bestand diese Umhüllung aus Naturfasern. Häufig bestanden die Stander des Vorgeschirres (Jager) in der Schleppnetzfischerei aus Herkulestauwerk. Es besitzt gegenüber Drahttauwerk eine höhere Biegsamkeit und eine geringere Masse. Wegen seiner relativ geringen Masse und seiner hohen Festigkeit wird es auch zum schnellen Laschen kleinerer Ladungsgüter in der Schifffahrt verwendet. Laschen ist eine Form der Sicherung der Ladung gegen Verrutschen. Modernes Herkulestauwerk besteht aus synthetischen Fasern und hochwertigen Stahldrähten.